# Associazione Calcio Milan 2009-2010
Questa voce raccoglie le informazioni riguardanti l'Associazione Calcio Milan nelle competizioni ufficiali della stagione 2009-2010.

## Stagione

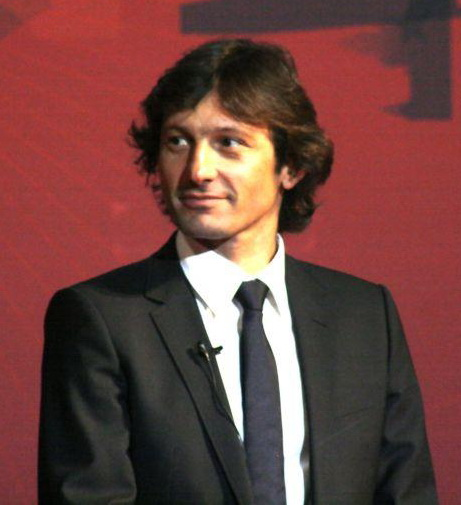
Leonardo, sveste i panni di Direttore tecnico e, dopo l'addio di Ancelotti, accetta l'incarico di allenatore del Milan.

Questa stagione è la prima dopo il ritiro dello storico capitano Paolo Maldini, dopo 25 stagioni consecutive disputate nel Milan. Inoltre viene ceduto al Real Madrid il fuoriclasse brasiliano Kaká, dopo 6 stagioni di militanza nel club. Dato il ritiro di Paolo Maldini, il nuovo capitano nominato dalla società è Massimo Ambrosini.
La società decide di non reinvestire la somma incassata per la cessione di Kaká, destinandola, al risanamento del bilancio. Dal calciomercato arrivano l'attaccante olandese Klaas-Jan Huntelaar e il difensore Oguchi Onyewu (che in seguito ad un infortunio, rinuncerà all'ingaggio come fece Redondo qualche anno prima), torna dal prestito Massimo Oddo e viene riscattata la comproprietà del terzino Ignazio Abate. Andrij Ševčenko torna al Chelsea dopo una stagione in cui ha segnato due reti (in Coppa Italia e UEFA), mentre Yoann Gourcuff viene ceduto definitivamente al Bordeaux che riscatta il suo cartellino. Lascia il club anche il portiere Kalac. A seguito dell'abbandono di Carlo Ancelotti, trasferito al Chelsea, il Milan assume come nuovo allenatore Leonardo, che aveva anche giocato per la stessa squadra.
Nella prima di campionato, il Milan supera per 2-1 fuori casa il Siena, ma la settimana dopo crolla contro l'Inter nel derby di Milano, perdendo 0-4 (scarto che non si verificava da trentacinque anni). Nelle cinque partite successive, il Milan ottiene solo una vittoria, 3 pareggi e 2 sconfitte: di conseguenza, la squadra subisce forti critiche. Il Milan riesce poi a riprendersi grazie anche alla svolta tattica avvenuta all'ottava giornata durante la partita con la Roma, consistente lo schieramento di tre punte (Ronaldinho, Borriello, Pato) davanti al trequartista Seedorf. Questo schema viene subito battezzato da Adriano Galliani 4-2-Fantasia.

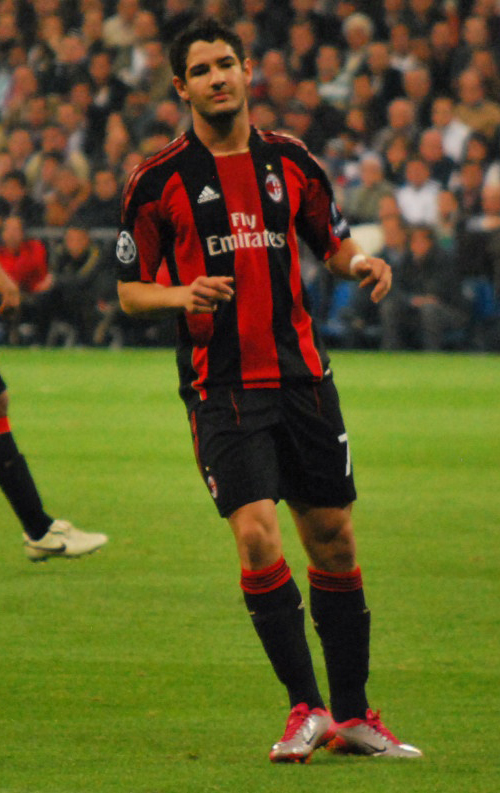
Pato, centravanti del Milan.

All'incontro con la Roma seguono 8 giornate senza sconfitte, con 6 vittorie e un pareggio; inoltre, grazie alla vittoria sul Catania, il Milan supera la Roma in classifica, arrivando al 2º posto, dietro l'Inter. Tuttavia alla 16ª giornata i rossoneri vengono sconfitti per 2-0 in casa dal Palermo, nell'ultima partita del 2009. Il Milan poi saluta il 2010 con il travolgente 5-2 sul Genoa, dopodiché batte la Juventus 3-0 a Torino. sconfiggendo i bianconeri per la seconda volta a Torino dall'inizio del millennio. I rossoneri vengono quindi considerati come gli avversari più quotati per competere contro l'Inter per lo scudetto, ma nel secondo derby stagionale i rivali nerazzurri si impongono per 2-0, assestando un duro colpo ai sogni di gloria dei diavoli. Dopo 2 pareggi, con Livorno e Bologna, il Milan torna alla vittoria con l'Udinese, e nelle seguenti 4 partite ottiene 3 vittorie e un pareggio, portandosi a -1 dall'Inter, riaccendendo così le speranze nel tricolore. Il pareggio con il Napoli, seguito da 3 sconfitte, 2 vittorie e 2 pareggi, in virtù anche delle buone prestazioni di Roma e Inter, però, allontana definitivamente i rossoneri dal sogno scudetto; il Milan termina il campionato al terzo posto, conquistando la qualificazione diretta alla Champions League 2010-2011. Leonardo, al termine del campionato, decide di lasciare il Milan La curva, nel corso dell'ultima partita di campionato (vinta 3-0 contro la Juventus) gli tributa un caloroso applauso. Nella stagione successiva Leonardo passerà ad allenare l'Inter, una situazione che non si verificava dal 1984, quando Ilario Castagner andò ad allenare i nerazzurri nella stagione successiva a quella in cui venne esonerato dal Milan.

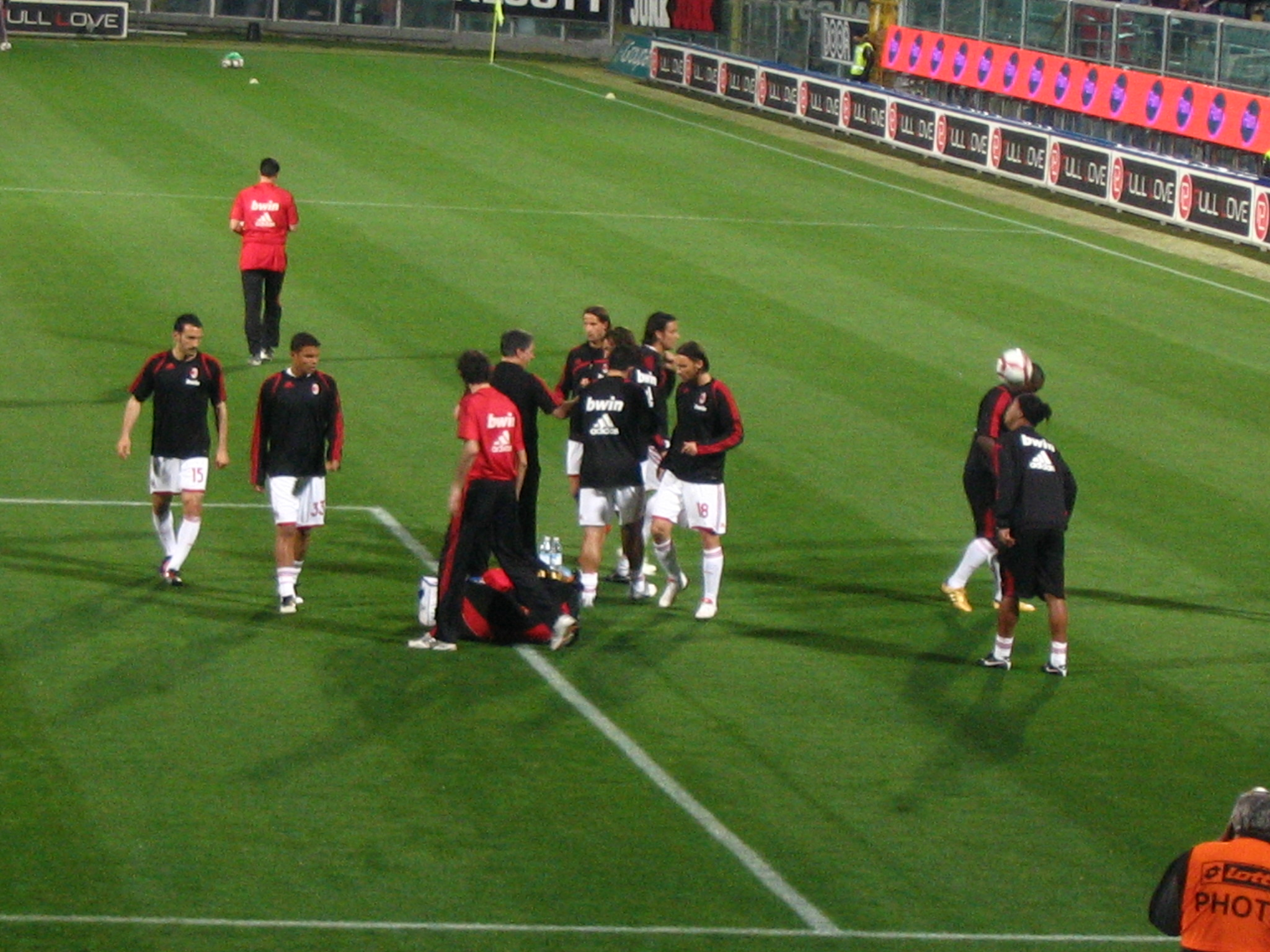
I giocatori del Milan eseguono il riscaldamento prima della partita -Milan, 24 aprile 2010.

In Coppa Italia il Milan parte dagli ottavi di finale, dove supera il Novara per 2-1. Ai quarti viene eliminato dall'Udinese (1-0), in gara unica a San Siro.
In Champions League i rossoneri vengono sorteggiati nel girone C con Real Madrid, Marsiglia  e Zurigo. Al ritorno in Champions il Milan sconfigge 2-1 il Marsiglia in Francia con una doppietta di Filippo Inzaghi, ma nella partita seguente subisce una bruciante sconfitta interna da parte dello Zurigo, che vince 1-0 a Milano. In seguito, però, il Milan ottiene una storica vittoria sul Real Madrid per 3-2 in Spagna: i rossoneri, infatti, non avevano mai battuto il Real al Bernabéu a questo successo seguono 3 pareggi, tutti per 1-1.
Superato il girone eliminatorio con il secondo posto finale, il Milan si qualifica agli ottavi di finale. in cui affronta i campioni di Inghilterra del Manchester United. La partita di andata, svoltasi a Milano, si è chiusa 3-2 in favore degli inglesi. Nella gara di ritorno a Manchester, dopo un discreto avvio, la squadra crolla finendo con il perdere 4-0. Subendo sette reti in un doppio confronto andata e ritorno nelle competizioni europee il Milan ha eguagliato il suo precedente primato negativo, stabilito negli ottavi di finale della Coppa dei Campioni 1959-1960, quando, contro il Barcellona, perse 0-2 in casa e 1-5 in trasferta Nell'aprile 2010 è stato proposto a Paolo Maldini di tornare a giocare nel Milan fino a fine campionato per ovviare ai numerosi infortuni in difesa che hanno colpito la squadra, ma l'ex capitano, che pur continuando a frequentare l'ambiente rossonero non si allenava da più di dieci mesi, ha deciso di declinare l'invito.

## Divise e sponsor
Lo sponsor tecnico per la stagione 2009-2010 è Adidas, mentre lo sponsor ufficiale è Bwin. Nella gara di Champions League in casa del Real Madrid del 21 ottobre, a causa del regolamento UEFA che vieta a due squadre di scendere in campo con lo stesso sponsor sulle divise, il Milan ha mostrato sulle maglie il marchio "Win.com", mentre nella gara, sempre di Champions League, in trasferta contro lo Zurigo dell'8 dicembre il Milan indossa la maglia rossonera senza sponsor in quanto vietate le sponsorizzazioni di aziende di scommesse sportive in Svizzera. La divisa è una maglia a strisce verticali della stessa dimensione, rosse e nere, con pantaloncini bianchi e calzettoni neri. La divisa di riserva è completamente bianca, mentre la terza divisa è a maglia e pantaloncini neri con calzettoni neri.
| Casa | Trasferta | Terza divisa | 1ª div. portiere | 2ª div. portiere | 3ª div. portiere |

## Organigramma societario
Dal sito internet ufficiale della società.
Area direttiva
- Presidente: carica vacante[1]
- Vice presidenti: Adriano Galliani (vicario), Paolo Berlusconi, Gianni Nardi
- Amministratore delegato: Adriano Galliani

Area organizzativa
- Team manager: Vittorio Mentana

Area comunicazione
- Direttore comunicazione: Vittorio Mentana
- Vicedirettore comunicazione: Giuseppe Sapienza

Area marketing
- Ufficio marketing: Laura Masi

Area tecnica
- Direttore sportivo: Ariedo Braida
- Allenatore e direttore tecnico: Leonardo Nascimento de Araújo
- Allenatore in seconda: Mauro Tassotti
- Assistenti tecnici: Angelo Castellazzi, Andrea Maldera
- Preparatori atletici: Daniele Tognaccini (responsabile), Fabio Allevi, Monica Caroni (metodo Pilates), Bruno Dominici, Sergio Mascheroni, Andrea Primitivi
- Allenatori dei portieri: William Vecchi (responsabile), Valerio Fiori

Area sanitaria
- Responsabile sanitario: Armando Gozzini
- Coordinatore sanitario: Jean Pierre Meersseman
- Medico sociale: Massimo Manara
- Massofisioterapisti: Dario Fort, Roberto Morosi, Marco Paesanti
- Terapisti della riabilitazione: Marco Cattaneo, Giorgio Gasparini, Albino Rossetti
- Massaggiatori: Roberto Boerci, Endo Tomonori

## Rosa
La rosa e la numerazione sono aggiornate al 1º febbraio 2010.
| N. |                        | Ruolo | Calciatore                      |
| -- | ---------------------- | ----- | ------------------------------- |
| 1  | Brasile (bandiera)     | P     | Dida                            |
| 4  | Georgia (bandiera)     | D     | K'akhaber K'aladze              |
| 5  | Stati Uniti (bandiera) | D     | Oguchi Onyewu                   |
| 7  | Brasile (bandiera)     | A     | Alexandre Pato                  |
| 8  | Italia (bandiera)      | C     | Gennaro Gattuso (vice capitano) |
| 9  | Italia (bandiera)      | A     | Filippo Inzaghi                 |
| 10 | Paesi Bassi (bandiera) | C     | Clarence Seedorf                |
| 11 | Paesi Bassi (bandiera) | A     | Klaas-Jan Huntelaar             |
| 12 | Italia (bandiera)      | P     | Christian Abbiati               |
| 13 | Italia (bandiera)      | D     | Alessandro Nesta                |
| 15 | Italia (bandiera)      | D     | Gianluca Zambrotta              |
| 16 | Francia (bandiera)     | C     | Mathieu Flamini                 |
| 17 | Italia (bandiera)      | A     | Gianmarco Zigoni                |
| 18 | Rep. Ceca (bandiera)   | D     | Marek Jankulovski               |
| 19 | Italia (bandiera)      | D     | Giuseppe Favalli                |
| 20 | Italia (bandiera)      | D     | Ignazio Abate                   |
| 21 | Italia (bandiera)      | C     | Andrea Pirlo                    |
| 22 | Italia (bandiera)      | A     | Marco Borriello                 |
| 23 | Italia (bandiera)      | C     | Massimo Ambrosini (capitano)    |

| N. |                         | Ruolo | Calciatore         |
| -- | ----------------------- | ----- | ------------------ |
| 25 | Italia (bandiera)       | D     | Daniele Bonera     |
| 30 | Italia (bandiera)       | P     | Marco Storari      |
| 30 | Brasile (bandiera)      | C     | Mancini            |
| 31 | Italia (bandiera)       | P     | Flavio Roma        |
| 32 | Inghilterra (bandiera)  | C     | David Beckham      |
| 33 | Brasile (bandiera)      | D     | Thiago Silva       |
| 40 | Ghana (bandiera)        | A     | Dominic Adiyiah    |
| 44 | Italia (bandiera)       | D     | Massimo Oddo       |
| 49 | Italia (bandiera)       | C     | Davide Di Gennaro  |
| 50 | Italia (bandiera)       | P     | Filippo Perucchini |
| 51 | Sierra Leone (bandiera) | C     | Rodney Strasser    |
| 52 | Germania (bandiera)     | C     | Alexander Merkel   |
| 53 | Italia (bandiera)       | D     | Simone Romagnoli   |
| 54 | Nigeria (bandiera)      | C     | Harmony Ikande     |
| 56 | Italia (bandiera)       | D     | Andrea De Vito     |
| 58 | Italia (bandiera)       | A     | Simone Verdi       |
| 60 | Italia (bandiera)       | P     | Antonio Donnarumma |
| 77 | Italia (bandiera)       | D     | Luca Antonini      |
| 80 | Brasile (bandiera)      | A     | Ronaldinho         |

## Calciomercato

### Sessione estiva(dall'1/7 all'1/9)
| Acquisti | Acquisti                  | Acquisti       | Acquisti                              |
| R.       | Nome                      | da             | Modalità                              |
| -------- | ------------------------- | -------------- | ------------------------------------- |
| P        | Flavio Roma               | Monaco         | definitivo (0 €)                      |
| P        | Marco Storari             | Fiorentina     | fine prestito                         |
| D        | Ignazio Abate             | Torino         | riscatto comproprietà (2,8 milioni €) |
| D        | Digão                     | Standard Liegi | fine prestito                         |
| D        | Marcus Diniz              | Livorno        | riscatto comproprietà                 |
| D        | Thiago Silva              | Fluminense     | definitivo (10 milioni €)             |
| D        | Massimo Oddo              | Bayern Monaco  | fine prestito                         |
| D        | Oguchi Onyewu             | -              | svincolato                            |
| A        | Pierre-Emerick Aubameyang | Digione        | fine prestito                         |
| A        | Willy Aubameyang          | Avellino       | fine prestito                         |
| A        | Davide Di Gennaro         | Genoa          | riscatto comproprietà (2,5 milioni €) |
| A        | Klaas-Jan Huntelaar       | Real Madrid    | definitivo (15 milioni €)             |
| A        | Gianmarco Zigoni          | Treviso        | definitivo (1,2 milioni €)            |

| Cessioni | Cessioni                  | Cessioni    | Cessioni                    |
| R.       | Nome                      | a           | Modalità                    |
| -------- | ------------------------- | ----------- | --------------------------- |
| P        | Željko Kalac              |             | svincolato                  |
| D        | Luca Antonelli            | Parma       | riscatto comproprietà       |
| D        | Matteo Darmian            | Padova      | prestito                    |
| D        | Digão                     | Lecce       | prestito                    |
| D        | Marcus Diniz              | Livorno     | prestito                    |
| D        | Paolo Maldini             |             | fine carriera               |
| D        | Felipe Mattioni           | Grêmio      | fine prestito               |
| D        | Romano Perticone          | Livorno     | definitivo                  |
| D        | Philippe Senderos         | Arsenal     | fine prestito               |
| C        | David Beckham             | LA Galaxy   | fine prestito               |
| C        | Mathías Cardacio          |             | svincolato                  |
| C        | Emerson                   |             | svincolato                  |
| C        | Yoann Gourcuff            | Bordeaux    | riscatto (15 milioni €)     |
| C        | Kaká                      | Real Madrid | definitivo (64,5 milioni €) |
| A        | Matteo Ardemagni          | Triestina   | riscatto comproprietà       |
| A        | Pierre-Emerick Aubameyang | Lilla       | prestito diritto riscatto   |
| A        | Willy Aubameyang          | Eupen       | prestito                    |
| A        | Andrij Ševčenko           | Chelsea     | fine prestito               |
| A        | Tabaré Viudez             |             | svincolato                  |

### Sessione invernale(dal 2/1 all'1/2)
| Acquisti | Acquisti        | Acquisti    | Acquisti                       |
| R.       | Nome            | da          | Modalità                       |
| -------- | --------------- | ----------- | ------------------------------ |
| D        | Digão           | Lecce       | fine prestito                  |
| C        | David Beckham   | LA Galaxy   | prestito                       |
| C        | Mancini         | Inter       | prestito diritto riscatto metà |
| A        | Dominic Adiyiah | Fredrikstad | definitivo (1,4 milioni €)     |

| Cessioni | Cessioni          | Cessioni  | Cessioni |
| R.       | Nome              | a         | Modalità |
| -------- | ----------------- | --------- | -------- |
| P        | Marco Storari     | Sampdoria | prestito |
| D        | Digão             | Crotone   | prestito |
| C        | Davide Di Gennaro | Livorno   | prestito |

## Risultati

### Serie A

#### Girone di andata
| Arbitro: | Tagliavento (Terni) |

|             |           |               |
| Ghezzal 34’ | Marcatori | 29’, 48’ Pato |

| Arbitro: | Rizzoli (Bologna) |

|  |           |                                                                |
|  | Marcatori | 29’ Thiago Motta 36’ (rig.) Milito 45'+1’ Maicon 67’ Stanković |

| Livorno 12 settembre 2009, ore 18:00 CEST 3ª giornata | Livorno        | 0 – 0 referto | Milan | Stadio Armando Picchi (15.982 spett.)\| Arbitro: \| Orsato (Schio) \| |
| Arbitro:                                              | Orsato (Schio) |               |       |                                                                       |

| Arbitro: | Valeri (Roma) |

|             |           |  |
| Seedorf 75’ | Marcatori |  |

| Arbitro: | Banti (Livorno) |

|               |           |  |
| Di Natale 22’ | Marcatori |  |

| Milano 27 settembre 2009, ore 20:45 CEST 6ª giornata | Milan           | 0 – 0 referto | Bari | Stadio Giuseppe Meazza (37.354 spett.)\| Arbitro: \| Brighi (Cesena) \| |
| Arbitro:                                             | Brighi (Cesena) |               |      |                                                                         |

| Arbitro: | Rocchi (Firenze) |

|                |           |                |
| Tiribocchi 21’ | Marcatori | 83’ Ronaldinho |

| Arbitro: | Rosetti (Torino) |

|                                |           |          |
| Ronaldinho 56’ (rig.) Pato 67’ | Marcatori | 3’ Ménez |

| Arbitro: | Bergonzi (Genova) |

|          |           |                   |
| Pinzi 7’ | Marcatori | 81’, 90'+2’ Nesta |

| Arbitro: | Rizzoli (Bologna) |

|                              |           |                    |
| Cigarini 90'+1’ Denis 90'+3’ | Marcatori | 3’ Inzaghi 6’ Pato |

| Arbitro: | C. Russo (Nola) |

|                       |           |  |
| Borriello 12’, 90'+3’ | Marcatori |  |

| Arbitro: | Damato (Barletta) |

|                         |           |                           |
| Thiago Silva 64’ (aut.) | Marcatori | 21’ Thiago Silva 35’ Pato |

| Arbitro: | Valeri (Roma) |

|                                                         |           |                               |
| Seedorf 5’ Borriello 38’ Pato 40’ Ronaldinho 61’ (rig.) | Marcatori | 9’ Matri 30’ Lazzari 69’ Nenê |

| Arbitro: | Brighi (Cesena) |

|  |           |                          |
|  | Marcatori | 90'+3’, 90'+5’ Huntelaar |

| Arbitro: | Rocchi (Firenze) |

|                                   |           |  |
| Borriello 2’ Seedorf 21’ Pato 23’ | Marcatori |  |

| Arbitro: | Bergonzi (Genova) |

|  |           |                           |
|  | Marcatori | 49’ Miccoli 62’ Bresciano |

| Arbitro: | Rosetti (Torino) |

|               |           |                           |
| Gilardino 14’ | Marcatori | 81’ Huntelaar 90'+1’ Pato |

| Arbitro: | Orsato (Schio) |

|                                                                                |           |                      |
| Ronaldinho 31’ (rig.) Thiago Silva 38’ Borriello 48’, 60’ Huntelaar 74’ (rig.) | Marcatori | 25’ Sculli 79’ Suazo |

| Arbitro: | Damato (Barletta) |

|  |           |                               |
|  | Marcatori | 29’ Nesta 72’, 88’ Ronaldinho |

#### Girone di ritorno
| Arbitro: | Saccani (Mantova) |

|                                               |           |  |
| Ronaldinho 12’ (rig.), 72’, 90’ Borriello 28’ | Marcatori |  |

| Arbitro: | Rocchi (Firenze) |

|                       |           |  |
| Milito 10’ Pandev 65’ | Marcatori |  |

| Arbitro: | Trefoloni (Siena) |

|               |           |               |
| Ambrosini 44’ | Marcatori | 53’ Lucarelli |

| Bologna 7 febbraio 2010, ore 15:00 CET 23ª giornata | Bologna             | 0 – 0 referto | Milan | Stadio Renato Dall'Ara (27.089 spett.)\| Arbitro: \| Mazzoleni (Bergamo) \| |
| Arbitro:                                            | Mazzoleni (Bergamo) |               |       |                                                                             |

| Arbitro: | Celi (Campobasso) |

|                            |           |                                   |
| Huntelaar 7’, 57’ Pato 39’ | Marcatori | 45'+1’ Floro Flores 87’ Di Natale |

| Arbitro: | Gava (Conegliano) |

|  |           |                        |
|  | Marcatori | 43’ Borriello 69’ Pato |

| Arbitro: | Banti (Livorno) |

|                             |           |            |
| Pato 30’, 41’ Borriello 61’ | Marcatori | 56’ Valdés |

| Roma 6 marzo 2010, ore 20:45 CET 27ª giornata | Roma                | 0 – 0 referto | Milan | Stadio Olimpico (61.036 spett.)\| Arbitro: \| Tagliavento (Terni) \| |
| Arbitro:                                      | Tagliavento (Terni) |               |       |                                                                      |

| Arbitro: | Morganti (Ascoli Piceno) |

|                |           |  |
| Seedorf 90'+1’ | Marcatori |  |

| Arbitro: | Bergonzi (Genova) |

|             |           |                |
| Inzaghi 26’ | Marcatori | 13’ Campagnaro |

| Arbitro: | Morganti (Ascoli Piceno) |

|             |           |  |
| Bojinov 90’ | Marcatori |  |

| Arbitro: | Tagliavento (Terni) |

|                      |           |                  |
| Borriello 19’ (rig.) | Marcatori | 32’ Lichtsteiner |

| Arbitro: | Brighi (Cesena) |

|                       |           |                                              |
| Ragatzu 17’ Matri 32’ | Marcatori | 7’ Borriello 19’ Huntelaar 38’ (aut.) Astori |

| Arbitro: | Orsato (Schio) |

|                    |           |                              |
| Borriello 47’, 80’ | Marcatori | 12’ Maxi López 43’ Ricchiuti |

| Arbitro: | Rizzoli (Bologna) |

|                                   |           |               |
| Cassano 54’ (rig.) Pazzini 90'+2’ | Marcatori | 20’ Borriello |

| Arbitro: | Romeo (Verona) |

|                                   |           |             |
| Bovo 9’ Hernández 18’ Miccoli 69’ | Marcatori | 55’ Seedorf |

| Arbitro: | C. Russo (Nola) |

|                       |           |  |
| Ronaldinho 78’ (rig.) | Marcatori |  |

| Arbitro: | Damato (Barletta) |

|            |           |  |
| Sculli 57’ | Marcatori |  |

| Arbitro: | Trefoloni (Siena) |

|                                  |           |  |
| Antonini 14’ Ronaldinho 28’, 67’ | Marcatori |  |

### Coppa Italia

#### Fase finale
| Arbitro: | Candussio (Cervignano del Friuli) |

|                         |           |              |
| Inzaghi 12’ Flamini 81’ | Marcatori | 46’ González |

| Arbitro: | Gervasoni (Mantova) |

|  |           |           |
|  | Marcatori | 56’ Inler |

### Champions League

#### Fase a gironi
| Arbitro: | Bo Larsen |

|            |           |                  |
| Heinze 49’ | Marcatori | 28’, 74’ Inzaghi |

| Arbitro: | Meyer |

|  |           |             |
|  | Marcatori | 10’ Tihinen |

| Arbitro: | De Bleeckere |

|                      |           |                         |
| Raúl 19’ Drenthe 76’ | Marcatori | 62’ Pirlo 66’, 88’ Pato |

| Arbitro: | Brych |

|                       |           |             |
| Ronaldinho 35’ (rig.) | Marcatori | 29’ Benzema |

| Arbitro: | Webb |

|               |           |           |
| Borriello 10’ | Marcatori | 16’ Lucho |

| Arbitro: | Proença |

|           |           |                       |
| Gajić 29’ | Marcatori | 64’ (rig.) Ronaldinho |

#### Fase ad eliminazione diretta
| Arbitro: | Benquerença |

|                           |           |                             |
| Ronaldinho 3’ Seedorf 85’ | Marcatori | 36’ Scholes 66’, 74’ Rooney |

| Arbitro: | Busacca |

|                                       |           |  |
| Rooney 13’, 46’ Park 59’ Fletcher 88’ | Marcatori |  |

## Statistiche

### Statistiche di squadra
| Competizione     | Punti | In casa | In casa | In casa | In casa | In casa | In casa | In trasferta | In trasferta | In trasferta | In trasferta | In trasferta | In trasferta | Totale | Totale | Totale | Totale | Totale | Totale | DR  |
| Competizione     | Punti | G       | V       | N       | P       | Gf      | Gs      | G            | V            | N            | P            | Gf           | Gs           | G      | V      | N      | P      | Gf     | Gs     | DR  |
| ---------------- | ----- | ------- | ------- | ------- | ------- | ------- | ------- | ------------ | ------------ | ------------ | ------------ | ------------ | ------------ | ------ | ------ | ------ | ------ | ------ | ------ | --- |
| Serie A          | 70    | 19      | 12      | 5       | 2       | 37      | 20      | 19           | 8            | 5            | 6            | 23           | 19           | 38     | 20     | 10     | 8      | 60     | 39     | +21 |
| Coppa Italia     | -     | 2       | 1       | 0       | 1       | 2       | 2       | 0            | 0            | 0            | 0            | 0            | 0            | 2      | 1      | 0      | 1      | 2      | 2      | 0   |
| Champions League | -     | 4       | 0       | 2       | 2       | 4       | 6       | 4            | 2            | 1            | 1            | 6            | 8            | 8      | 2      | 3      | 3      | 10     | 14     | -4  |
| Totale           | -     | 25      | 13      | 7       | 5       | 43      | 28      | 23           | 10           | 6            | 7            | 29           | 27           | 48     | 23     | 13     | 12     | 72     | 55     | +17 |

### Andamento in campionato
| Giornata  | 1 | 2  | 3  | 4 | 5  | 6  | 7  | 8 | 9 | 10 | 11 | 12 | 13 | 14 | 15 | 16 | 17 | 18 | 19 | 20 | 21 | 22 | 23 | 24 | 25 | 26 | 27 | 28 | 29 | 30 | 31 | 32 | 33 | 34 | 35 | 36 | 37 | 38 |
| --------- | - | -- | -- | - | -- | -- | -- | - | - | -- | -- | -- | -- | -- | -- | -- | -- | -- | -- | -- | -- | -- | -- | -- | -- | -- | -- | -- | -- | -- | -- | -- | -- | -- | -- | -- | -- | -- |
| Luogo     | T | C  | T  | C | T  | C  | T  | C | T | T  | C  | T  | C  | T  | C  | C  | T  | C  | T  | C  | T  | C  | T  | C  | T  | C  | T  | C  | C  | T  | C  | T  | C  | T  | T  | C  | T  | C  |
| Risultato | V | P  | N  | V | P  | N  | N  | V | V | N  | V  | V  | V  | V  | V  | P  | V  | V  | V  | V  | P  | N  | N  | V  | V  | V  | N  | V  | N  | P  | N  | V  | N  | P  | P  | V  | P  | V  |
| Posizione | 2 | 11 | 10 | 8 | 11 | 11 | 12 | 8 | 6 | 5  | 4  | 3  | 3  | 2  | 2  | 2  | 2  | 2  | 2  | 2  | 2  | 2  | 2  | 2  | 2  | 2  | 2  | 2  | 2  | 3  | 3  | 3  | 3  | 3  | 3  | 3  | 3  | 3  |

Legenda:

Luogo: C = Casa; T = Trasferta. Risultato: V = Vittoria; N = Pareggio; P = Sconfitta.

### Statistiche dei giocatori
Sono in corsivo i calciatori che hanno lasciato la società durante la stagione.
| Giocatore      | Serie A  | Serie A | Serie A     | Serie A    | Coppa Italia | Coppa Italia | Coppa Italia | Coppa Italia | Champions League | Champions League | Champions League | Champions League | Totale   | Totale | Totale      | Totale     |
| Giocatore      | Presenze | Reti    | Ammonizioni | Espulsioni | Presenze     | Reti         | Ammonizioni  | Espulsioni   | Presenze         | Reti             | Ammonizioni      | Espulsioni       | Presenze | Reti   | Ammonizioni | Espulsioni |
| -------------- | -------- | ------- | ----------- | ---------- | ------------ | ------------ | ------------ | ------------ | ---------------- | ---------------- | ---------------- | ---------------- | -------- | ------ | ----------- | ---------- |
| I. Abate       | 30       | 0       | 1           | 1          | 1            | 0            | 0            | 0            | 5                | 0                | 2                | 0                | 36       | 0      | 3           | 1          |
| C. Abbiati     | 9        | -5      | 0           | 0          | 1            | -1           | 0            | 0            | 1                | -4               | 0                | 0                | 11       | -10    | 0           | 0          |
| D. Adiyiah     | 0        | 0       | 0           | 0          | 0            | 0            | 0            | 0            | -                | -                | -                | -                | 0        | 0      | 0           | 0          |
| M. Ambrosini   | 30       | 1       | 6           | 2          | 1            | 0            | 0            | 0            | 8                | 0                | 1                | 0                | 39       | 1      | 7           | 2          |
| L. Antonini    | 22       | 1       | 0           | 0          | 1            | 0            | 1            | 0            | 2                | 0                | 0                | 0                | 25       | 1      | 1           | 0          |
| D. Beckham     | 11       | 0       | 2           | 0          | 0            | 0            | 0            | 0            | 2                | 0                | 0                | 0                | 13       | 0      | 2           | 0          |
| D. Bonera      | 7        | 0       | 2           | 1          | 2            | 0            | 0            | 0            | 2                | 0                | 0                | 0                | 11       | 0      | 2           | 1          |
| M. Borriello   | 29       | 14      | 4           | 0          | 1            | 0            | 0            | 0            | 5                | 1                | 0                | 0                | 35       | 15     | 4           | 0          |
| A. De Vito     | 1        | 0       | 0           | 0          | 1            | 0            | 0            | 0            | 0                | 0                | 0                | 0                | 2        | 0      | 0           | 0          |
| D. Di Gennaro  | 0        | 0       | 0           | 0          | 2            | 0            | 0            | 0            | -                | -                | -                | -                | 2        | 0      | 0           | 0          |
| Dida           | 23       | -27     | 0           | 0          | 0            | -0           | 0            | 0            | 5                | -8               | 0                | 0                | 28       | -35    | 0           | 0          |
| G. Favalli     | 16       | 0       | 3           | 0          | 1            | 0            | 0            | 0            | 1                | 0                | 0                | 0                | 18       | 0      | 3           | 0          |
| M. Flamini     | 25       | 0       | 5           | 2          | 2            | 1            | 0            | 0            | 4                | 0                | 2                | 0                | 31       | 1      | 7           | 2          |
| G. Gattuso     | 22       | 0       | 5           | 1          | 1            | 0            | 0            | 0            | 1                | 0                | 0                | 0                | 24       | 0      | 5           | 1          |
| K. Huntelaar   | 25       | 7       | 2           | 0          | 2            | 0            | 0            | 0            | 3                | 0                | 0                | 0                | 30       | 7      | 2           | 0          |
| F. Inzaghi     | 24       | 2       | 3           | 0          | 2            | 1            | 0            | 0            | 7                | 2                | 0                | 0                | 33       | 5      | 3           | 0          |
| M. Jankulovski | 12       | 0       | 1           | 0          | 2            | 0            | 0            | 0            | 2                | 0                | 1                | 0                | 16       | 0      | 2           | 0          |
| K. Kaladze     | 6        | 0       | 0           | 0          | 2            | 0            | 0            | 0            | 2                | 0                | 1                | 0                | 10       | 0      | 1           | 0          |
| Mancini        | 7        | 0       | 0           | 0          | -            | -            | -            | -            | -                | -                | -                | -                | 7        | 0      | 0           | 0          |
| A. Nesta       | 23       | 3       | 4           | 0          | 0            | 0            | 0            | 0            | 6                | 0                | 1                | 0                | 29       | 3      | 5           | 0          |
| M. Oddo        | 15       | 0       | 0           | 0          | 0            | 0            | 0            | 0            | 4                | 0                | 0                | 0                | 19       | 0      | 0           | 0          |
| O. Onyewu      | 0        | 0       | 0           | 0          | 0            | 0            | 0            | 0            | 1                | 0                | 0                | 0                | 1        | 0      | 0           | 0          |
| A. Pato        | 23       | 12      | 2           | 0          | 0            | 0            | 0            | 0            | 7                | 2                | 1                | 0                | 30       | 14     | 3           | 0          |
| A. Pirlo       | 34       | 0       | 6           | 1          | 1            | 0            | 0            | 0            | 8                | 1                | 0                | 0                | 43       | 1      | 6           | 1          |
| F. Roma        | 0        | -0      | 0           | 0          | 0            | -0           | 0            | 0            | 0                | -0               | 0                | 0                | 0        | -0     | 0           | 0          |
| Ronaldinho     | 36       | 12      | 5           | 0          | 0            | 0            | 0            | 0            | 7                | 3                | 3                | 0                | 43       | 15     | 8           | 0          |
| C. Seedorf     | 29       | 5       | 3           | 0          | 0            | 0            | 0            | 0            | 8                | 1                | 1                | 0                | 37       | 6      | 4           | 0          |
| M. Storari     | 7        | -7      | 0           | 0          | 1            | -1           | 0            | 0            | 2                | -2               | 1                | 0                | 10       | -10    | 1           | 0          |
| R. Strasser    | 1        | 0       | 0           | 0          | 0            | 0            | 0            | 0            | -                | -                | -                | -                | 1        | 0      | 0           | 0          |
| Thiago Silva   | 33       | 2       | 3           | 0          | 0            | 0            | 0            | 0            | 6                | 0                | 0                | 0                | 39       | 2      | 3           | 0          |
| S. Verdi       | 0        | 0       | 0           | 0          | 2            | 0            | 0            | 0            | 0                | 0                | 0                | 0                | 2        | 0      | 0           | 0          |
| G. Zambrotta   | 24       | 0       | 2           | 0          | 1            | 0            | 1            | 0            | 5                | 0                | 3                | 0                | 30       | 0      | 6           | 0          |
| G. Zigoni      | 1        | 0       | 0           | 0          | 0            | 0            | 0            | 0            | -                | -                | -                | -                | 1        | 0      | 0           | 0          |

## Giovanili

### Organigramma societario
Area direttiva
- Responsabile settore giovanile: Filippo Galli
- Direttore sportivo e responsabile scouting: Mauro Pederzoli

Area tecnica - Primavera
- Allenatore: Giovanni Stroppa
- Allenatori in seconda: Franco Sità, Lodovico Costacurta
- Preparatore portieri: Beniamino Abate
- Medici: Dario Ajelli, Stefano Mazzoni
- Fisioterapisti: Daniele Falsanisi, Andrea Marotta
- Dirigenti accompagnatori: Massimo Caboni, Franco Fornasier

Area tecnica - Juniores-Berretti
- Allenatore: Walter De Vecchi
- Allenatore in seconda: Riccardo Galbiati
- Preparatore portieri: Luigi Romano

Area tecnica - Allievi Nazionali
- Allenatore: Fulvio Fiorin
- Allenatore in seconda: Emanuele Pischetola
- Preparatore portieri: Luigi Romano

Area tecnica - Allievi Regionali 
- Allenatore: Cesare Beggi
- Allenatore in seconda: Nicola Matteucci
- Preparatore portieri: Davide Pinato
- Medico: Cristiano Fusi
- Fisioterapista: Andrea Giannini
- Dirigente accompagnatore: Leonello Bellei

Area tecnica - Giovanissimi Nazionali
- Allenatore: Roberto Bertuzzo
- Allenatore in seconda: Antonello Bolis
- Preparatore portieri: Davide Pinato

Area tecnica - Giovanissimi Regionali "A"
- Allenatore: Marino Magrin
- Allenatore in seconda: Alessandro Tonani
- Preparatore portieri: Francesco Navazzotti

Area tecnica - Giovanissimi Regionali "B"
- Allenatore: Marino Frigerio
- Preparatore portieri: Francesco Navazzotti

Area tecnica - Esordienti 1998
- Allenatore: Valerio Rubagotti
- Allenatore in seconda: Giancarlo Volontieri
- Preparatore portieri: Giuseppe Valsecchi

Area tecnica - Esordienti 1999
- Allenatore: Luca Morin
- Allenatore in seconda: Alessandro Toscano Vicinanza
- Preparatore portieri: Giuseppe Valsecchi

Area tecnica - Pulcini 2000
- Allenatore: Walter Biffi
- Allenatore in seconda: Roberto Lorusso
- Preparatore portieri: Giuseppe Valsecchi

Area tecnica - Pulcini 2001
- Allenatore: Andrea Biffi
- Allenatore in seconda: Massimiliano Sorgato
- Preparatore portieri: Giuseppe Valsecchi

### Piazzamenti
- Primavera:
  - Campionato: eliminato ai quarti di finale
  - Coppa Italia: vincitore
  - Torneo di Viareggio: eliminato agli ottavi di finale
- Berretti:
  - Campionato: finalista
- Allievi nazionali:
  - Campionato: eliminato agli ottavi di finale
  - Trofeo di Arco "Beppe Viola": 2º posto nel girone di qualificazione D
  - Trofeo "Nereo Rocco": vincitore
- Allievi regionali:
  - Campionato: 2º posto
- Giovanissimi nazionali:
  - Campionato: vincitore
- Giovanissimi regionali "A":
  - Campionato: 2º posto
- Giovanissimi regionali "B":
  - Campionato: 2º posto